# Duc pescador bru
El duc pescador bru (Ketupa zeylonensis) és una espècie d'ocell de la família dels estrígids (Strigidae). Habita boscos, vegetació de ribera i camps d'arròs des del sud de Turquia i Israel, cap a l'est, a través d'Iraq, l'Iran, Afganistan, el Pakistan, Índia i Sri Lanka, fins al sud de la Xina i sud-est asiàtic. El seu estat de conservació es considera de risc mínim.